# Thomas Abercrombie
Thomas Abercrombie (nacido el 5 de julio de 1987 en Auckland, Nueva Zelanda) es un jugador de baloncesto neozelandés que actualmente juega en el New Zealand Breakers.  

## Inicios
El jugador ha desarrollado prácticamente toda su carrera en su país natal tanto en los New Zealand Breakers como en los Waikato Pistons y es internacional con su selección. Abercrombie participó en mini-camps con equipos de la NBA como San Antonio Spurs, Milwaukee Bucks, Houston Rockets y los Dallas Mavericks. Después se unió a los Phoenix Suns en la Liga de verano de la NBA 2013.

## Europa
En 2014 da el salto a Europa para jugar 7 partidos con el ASVEL Lyon-Villeurbanne de la liga francesa con una media de 5 puntos por partido. 
En abril de 2015, el escolta neozelandés se incorpora al Gipuzkoa Basket tras la marcha de Taquan Dean hasta el final de temporada. El jugador promedia 6 puntos y 1 rebote en la que ha sido su segunda experiencia en Europa, jugó seis encuentros en su poco más de mes en la Liga Endesa, aunque realmente sólo brilló en el de la última jornada ante el CAI Zaragoza con 23 puntos y 3 rebotes.

## Nueva Zelanda
En su carrera con New Zealand Breakers, ha conseguido cuatro títulos de la NBL, además cuenta en su currículum con un MVP de las Finales, una presencia en el Quinteto Ideal de la temporada y un título de Liga en Nueva Zelanda con Waikato Pistons.
En 2015 renueva por tres años con New Zealand Breakers tras terminar su segunda experiencia en Europa.

## Selección nacional
Con la selección de Nueva Zelanda disputó diversos torneos entre 2009 y 2019, incluyendo tres ediciones de la Copa Mundial de Baloncesto (Turquía 2010, España 2014 y China 2019). 